# Campionato europeo maschile di calcio 1976
Il Campionato europeo di calcio 1976 è stata la quinta edizione dell'omonimo torneo, organizzato ogni quattro anni dalla UEFA, l’ultima a 4 squadre.
Il torneo fur organizzato dalla Jugoslavia, che ospitò le quattro gare dal 16 al 20 giugno 1976, e fu vinto dalla Cecoslovacchia, che sconfisse in finale la Germania Ovest campione in carica ai tiri di rigore: la realizzazione decisiva fu quella di Antonín Panenka, che segnò l'ultimo tiro dal dischetto eseguendo per la prima volta un colpo a cucchiaio. Nelle fasi finali di questa edizione del torneo nessuna partita si concluse al termine dei tempi regolamentari.
Per questa edizione del torneo venne adottato come pallone ufficiale Telstar Durlast, una variante della classica palla con dodici pentagoni neri e venti esagoni bianchi.

## Formula
La formula di Euro 1976 prevedeva una qualificazione suddivisa in due fasi. Nella prima (disputata tra il 1974 e il 1976) le trentadue nazionali partecipanti furono divise in otto gironi all'italiana di andata e ritorno comprendenti quattro squadre ognuno, e le prime classificate di ciascun gruppo si sarebbero qualificate alla seconda fase, ossia i quarti di finale, anch'essi con gare di andata e ritorno.
Le semifinali e le finali per il terzo e per il primo posto si disputarono invece in gare uniche, e sarebbero state ospitate in una delle quattro nazioni giunte fino a questo punto della competizione.

## Qualificazioni
Anche in questa edizione vennero confermati i quarti di finale in andata e ritorno dopo i gironi eliminatori.
Le otto partecipanti ai quarti furono:
- Cecoslovacchia (gruppo 1)
- Galles (gruppo 2)
- Jugoslavia (gruppo 3)
- Spagna (gruppo 4)
- Paesi Bassi (gruppo 5)
- Unione Sovietica (gruppo 6)
- Belgio (gruppo 7)
- Germania Ovest (gruppo 8)

Quarti di finale
| Squadra 1      | Totale | Squadra 2        | Andata | Ritorno |
| -------------- | ------ | ---------------- | ------ | ------- |
| Spagna         | 1 - 3  | Germania Ovest   | 1 - 1  | 0 - 2   |
| Paesi Bassi    | 7 - 1  | Belgio           | 5 - 0  | 2 - 1   |
| Jugoslavia     | 3 - 1  | Galles           | 2 - 0  | 1 - 1   |
| Cecoslovacchia | 4 - 2  | Unione Sovietica | 2 - 0  | 2 - 2   |

## Squadre partecipanti
| Squadra                | Data qualificazione | Partecipazioni |
| ---------------------- | ------------------- | -------------- |
| Cecoslovacchia         | 22 maggio 1976      | 1 (1960)       |
| Germania Ovest         | 22 maggio 1976      | 1 (1972)       |
| Jugoslavia (ospitante) | 22 maggio 1976      | 2 (1960, 1968) |
| Paesi Bassi            | 22 maggio 1976      | Esordiente     |

## Stadi
| Zagabria BelgradoCampionato europeo maschile di calcio 1976 (Jugoslavia) | Zagabria BelgradoCampionato europeo maschile di calcio 1976 (Jugoslavia) |
| Belgrado                                                                 |                                                                          |
| ------------------------------------------------------------------------ | ------------------------------------------------------------------------ |
| Stadion Crvena Zvezda                                                    |                                                                          |
| Capienza: 90.000                                                         |                                                                          |
|                                                                          |                                                                          |
| Zagabria                                                                 |                                                                          |
| Stadion Maksimir                                                         |                                                                          |
| Capienza: 55.000                                                         |                                                                          |
|                                                                          |                                                                          |

## Risultati

### Tabellone
|  | Semifinali           | Semifinali           | Semifinali     |                |                      | Finale                    | Finale                    | Finale                    |  |
|  |                      |                      |                |                |                      |                           |                           |                           |  |
|  | Cecoslovacchia (dts) | Cecoslovacchia (dts) | 3              |                |                      |                           |                           |                           |  |
|  | Cecoslovacchia (dts) | Cecoslovacchia (dts) | 3              |                |                      |                           |                           |                           |  |
|  | Paesi Bassi          | Paesi Bassi          | 1              |                |                      |                           |                           |                           |  |
|  | Paesi Bassi          | Paesi Bassi          | 1              |                | Cecoslovacchia (dtr) | Cecoslovacchia (dtr)      | 2 (5)                     |                           |  |
|  |                      |                      |                |                | Cecoslovacchia (dtr) | Cecoslovacchia (dtr)      | 2 (5)                     |                           |  |
|  |                      |                      | Germania Ovest | Germania Ovest | 2 (3)                |                           |                           |                           |  |
|  | Jugoslavia           | Jugoslavia           | Germania Ovest | Germania Ovest | 2 (3)                | 2                         |                           |                           |  |
|  | Jugoslavia           | Jugoslavia           |                |                |                      | 2                         |                           |                           |  |
|  | Germania Ovest (dts) | Germania Ovest (dts) | 4              |                |                      | Finale per il terzo posto | Finale per il terzo posto | Finale per il terzo posto |  |
|  | Germania Ovest (dts) | Germania Ovest (dts) | 4              |                |                      |                           |                           |                           |  |
|  |                      |                      |                |                |                      |                           |                           |                           |  |
|  |                      |                      |                |                |                      | Paesi Bassi (dts)         | Paesi Bassi (dts)         | 3                         |  |
|  |                      |                      |                |                |                      | Paesi Bassi (dts)         | Paesi Bassi (dts)         | 3                         |  |
|  |                      |                      |                |                |                      | Jugoslavia                | Jugoslavia                | 2                         |  |

### Semifinali
| Arbitro: | Thomas |

|                                    |           |                   |
| Ondruš 19’ Nehoda 114’ Veselý 118’ | Marcatori | 77’ (aut.) Ondruš |

| Arbitro: | Delcourt |

|                         |           |                                     |
| Popivoda 19’ Dzajić 32’ | Marcatori | 65’ Flohe 80’, 115’, 118’ D. Müller |

### Finale per il terzo posto
| Arbitro: | Hungerbühler |

|                                       |           |                           |
| Geels 27’, 107’ W. van de Kerkhof 39’ | Marcatori | 43’ Katalinski 82’ Dzajić |

### Finale
| Arbitro: | Gonella |

|                                      |                      |                               |
| Švehlík 8’ Dobiaš 25’                | Marcatori            | 28’ D. Müller 89’ Hölzenbein  |
| Masný Nehoda Ondruš Jurkemik Panenka | Tiri di rigore 5 – 3 | Bonhof Flohe Bongartz Hoeness |

## Statistiche

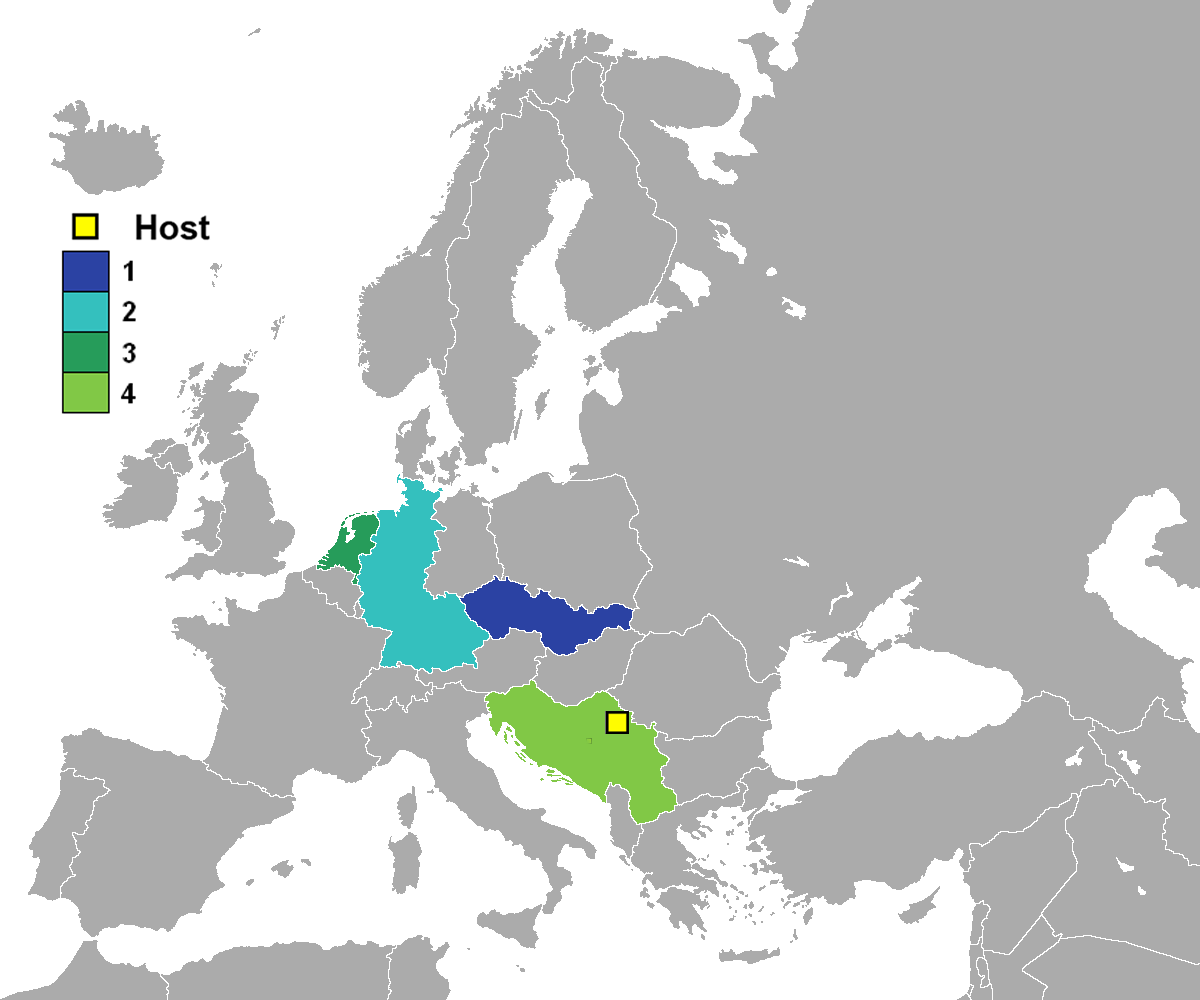
Piazzamenti delle nazionali

### Classifica marcatori
4 reti
- Dieter Müller

2 reti
- Dragan Džajić
- Ruud Geels

1 rete
- Karol Dobiaš
- Zdeněk Nehoda
- Anton Ondruš
- Ján Švehlík
- František Veselý

- Heinz Flohe
- Bernd Hölzenbein
- Josip Katalinski
- Danilo Popivoda
- Willy van de Kerkhof

### Record
- Gol più veloce:  Ján Švehlík (Germania-Cecoslovacchia, finale 1º posto, 11 luglio, 8º minuto)
- Gol più lento:  František Veselý (Cecoslovacchia-Paesi Bassi, semifinale, 16 giugno) e  Dieter Müller (Jugoslavia-Germania Ovest, semifinale, 17 giugno) (118º minuto)
- Primo gol:  Anton Ondruš (Cecoslovacchia-Paesi Bassi, semifinale, 16 giugno, 19º minuto)
- Ultimo gol:  Bernd Hölzenbein (Germania-Cecoslovacchia, finale 1º posto, 20 giugno, 80º minuto)
- Miglior attacco:  Germania Ovest (6 reti segnate)
- Peggior attacco:  Jugoslavia,  Paesi Bassi (4 reti segnate)
- Miglior difesa:  Cecoslovacchia (3 reti subite)
- Peggior difesa:  Jugoslavia (7 reti subite)

## Premi

### Migliori 11
Formazione dei migliori 11 giocatori del torneo, selezionata dalla UEFA:
| Portiere   | Difensori                                             | Centrocampisti                                | Attaccanti                                |
| ---------- | ----------------------------------------------------- | --------------------------------------------- | ----------------------------------------- |
| Ivo Viktor | Ruud Krol Ján Pivarník Anton Ondruš Franz Beckenbauer | Rainer Bonhof Jaroslav Pollák Antonín Panenka | Dieter Müller Zdeněk Nehoda Dragan Džajić |